# Boteringepoort
De Boteringepoort was een van de zes oorspronkelijke stadspoorten van de Nederlandse stad Groningen.
De eerste Boteringepoort stond in de Oude Boteringestraat, ter hoogte van de Hardewikerstraat. In het souterrain van het Corps de Garde, vermoedelijk gebouwd in 1634, zijn resten van deze poort en van de stadsmuur blootgelegd en geconserveerd.

Na de uitleg van de stad in de zeventiende eeuw werd een geheel nieuwe Boteringepoort gebouwd aan het einde van de Nieuwe Boteringestraat. Zowel de oude als de nieuwe poort zijn gesloopt.

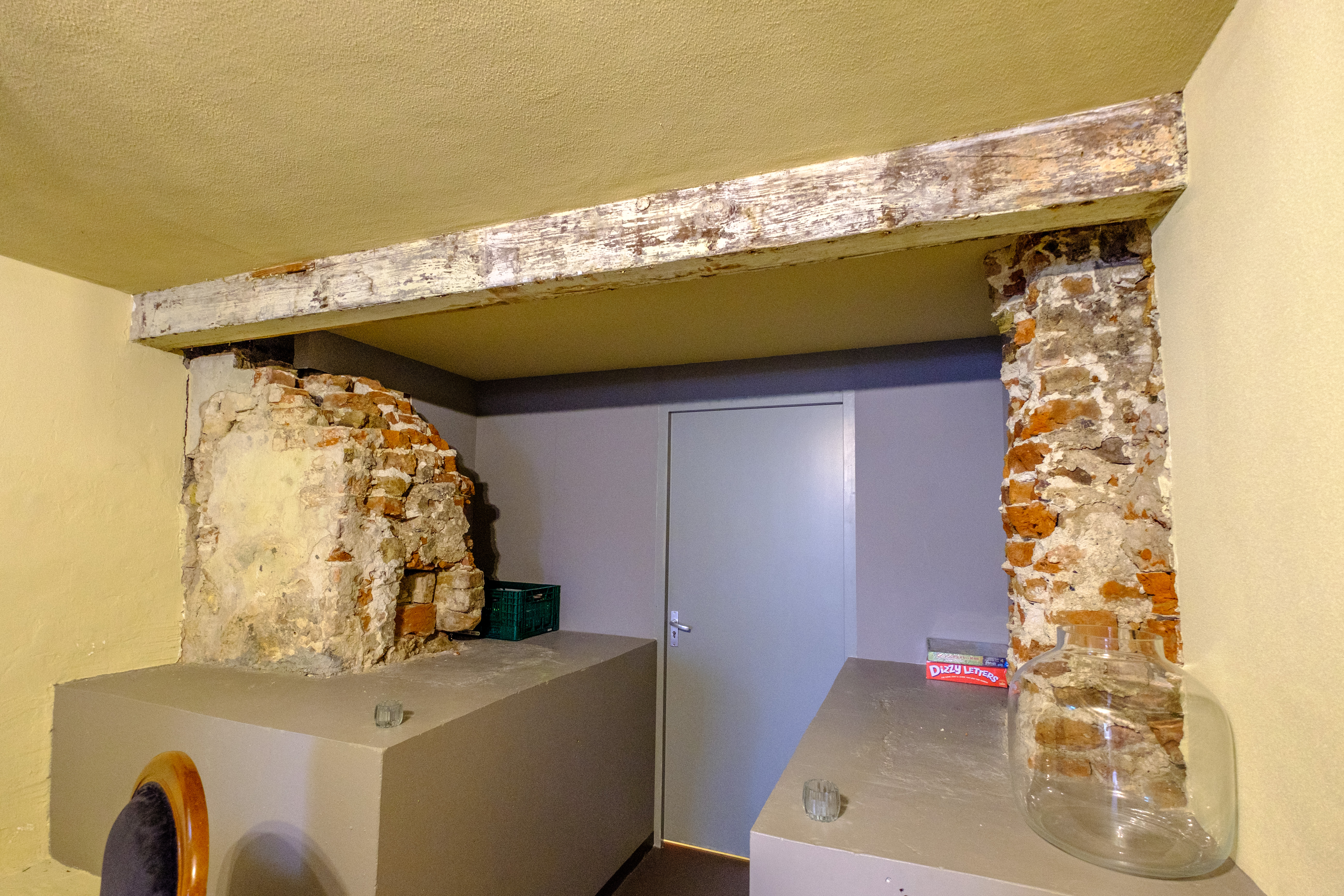
Restant Boteringepoort onder het Corps de Garde